# EC 1.13.12
La EC 1.13.12 è una sotto-sottoclasse della classificazione EC relativa agli enzimi. Si tratta di una sottoclasse delle ossidoreduttasi che include enzimi (noti comunemente come ossigenasi) che agiscono su singoli donatori di elettroni contenenti O2 come ossidante e che prevedono incorporazione di un atomo di ossigeno nel substrato. L'ossigeno incorporato non deriva per forza dall' O2. 
Gli enzimi di questa sotto-sottoclasse sono comunemente noti con il termine generico di monoossigenasi o, più correttamente, di ossidasi a funzione mista. Diversi di questi sono noti anche con il termine generico di luciferasi.

## Enzimi appartenenti alla sotto-sottoclasse
| numero EC     | nome accettato                                            |
| ------------- | --------------------------------------------------------- |
| EC 1.13.12.1  | arginina 2-monoossigenasi                                 |
| EC 1.13.12.2  | lisina 2-monoossigenasi                                   |
| EC 1.13.12.3  | triptofano 2-monoossigenasi                               |
| EC 1.13.12.4  | lattato 2-monoossigenasi                                  |
| EC 1.13.12.5  | Renilla-luciferina 2-monoossigenasi                       |
| EC 1.13.12.6  | Cypridina-luciferina 2-monoossigenasi                     |
| EC 1.13.12.7  | Photinus-luciferina 4-monoossigenasi (idrolizzante l'ATP) |
| EC 1.13.12.8  | Watasenia-luciferina 2-monoossigenasi                     |
| EC 1.13.12.9  | fenilalanina 2-monoossigenasi                             |
| EC 1.13.12.11 | Metilfeniltetraidropiridina N-monoossigenasi              |
| EC 1.13.12.12 | apo-beta-carotenoide-14',13'-diossigenasi                 |
| EC 1.13.12.13 | Oplophorus-luciferina 2-monoossigenasi                    |
| EC 1.13.12.14 | clorofillide-a ossigenasi                                 |